# Енбекши (Талгарский район)
Енбекши (каз. Еңбекші) — село в Талгарском районе Алматинской области Казахстана. Входит в состав Кендалинского сельского округа. Находится примерно в 11 км к северу от города Талгар. Код КАТО — 196255400.

## Население
В 1999 году население села составляло 1097 человек (554 мужчины и 543 женщины). По данным переписи 2009 года, в селе проживало 1559 человек (798 мужчин и 761 женщина).